# Ladaux
Ladaux es una población y comuna francesa, situada en la región de Aquitania, departamento de Gironda, en el distrito de Langon y cantón de Targon. Produce vino de Burdeos en la AOC Bordeaux Haut-Benauge.

## Demografía
| 216 | 234 | 200 | 180 | 165 | 186 |
| Para los censos de 1962 a 1999 la población legal corresponde a la población sin duplicidades (Fuente: INSEE [Consultar]) |     |     |     |     |     |